# Wilhelm II. von Pernstein
Wilhelm II. von Pernstein (auch Wilhelm II. von Bernstein; tschechisch Vilém II. z Pernštejna und Vilém z Pernštejna a na Helfštejně; * 1438; † 8. April 1521 in Pardubitz) war ein mährisch-böhmischer Adliger. 1474–1487 bekleidete er das Amt des Oberstlandkämmerers von Mähren, 1483–1490 des Oberstlandmarschalls und anschließend bis 1514 des Obersthofmeisters von Böhmen.

## Herkunft und Aufstieg unter den Königen Georg von Podiebrad und Matthias Corvinus
Wilhelm war einer der bedeutendsten Mitglieder des mährisch-böhmischen Adelsgeschlechts Pernstein und u. a. auf Helfenstein und Prerau ansässig. Er war einer der damals reichsten Männer, der über 30 Grundherrschaften besaß, auf denen er Bergbau, Fischwirtschaft und Bierbrauerei betrieb und eine geregelte Patrimonialverwaltung mit Urbarien und Urkundenregistern begründete. Seine Eltern waren Johann von Pernstein und dessen zweite Frau Bohunka von Lomnitz und Meseritz (Bohunka z Lomnice). Vor 1475 vermählte er sich mit Johanna von Liblitz (Johanka z Liblic; † 1515), Tochter des Johann Ritter von Liblitz und der Katharina Kdulinecz von Ostromicz (Wostromierz).
Seine Jugendjahre verbrachte Wilhelm von Pernstein am Wiener Hof des zwei Jahre jüngeren Habsburgers Ladislaus Postumus, zu dessen Gefolge er gehörte. Zusammen mit Ladislaus und dessen Vormund Friedrich sowie anderen böhmischen und mährischen Adligen reiste er 1451 nach Italien. 1452 nahm er in Rom an der Hochzeit und Kaiserkrönung Friedrichs III. von Habsburg mit Eleonore Helena von Portugal teil.
Wie sein Vater und sein älterer Bruder Sigmund von Pernstein unterstützte Wilhelm den böhmischen König Georg von Podiebrad. Nach dessen Tod 1471 standen sie politisch auf der Seite des neu gewählten Königs Vladislav II. 1472 bürgten sie für Georg von Podiebrads Sohn Viktorin von Münsterberg, der für 100.000 Dukaten aus der Gefangenschaft des ungarischen Königs Matthias Corvinus ausgelöst werden sollte. Noch im selben Jahr erhielten sie von König Vladislav II. weitere Rechte über die Klöster Oslavany und  Porta Coeli. Dadurch gelang es ihnen nicht, ihren Sohn bzw. Bruder Sigmund, der seit 1470 ebenfalls von Matthias Corvinus gefangen gehalten wurde, freizubekommen. Für die Freilassung Sigmunds verlangte Corvin von Wilhelm kein Lösegeld, sondern den Übertritt auf seine Seite und die Unterstützung seiner militärischen Vorhaben. Die entsprechende Vereinbarung, die an die Freilassung Sigmunds geknüpft war und an der Corvins Berater, der spätere Olmützer Bischof Johann Filipec beteiligt war, unterschrieb Wilhelm am 14. November 1472 in Ödenburg. Bemerkenswert ist, dass Wilhelm, der den Utraquisten zuneigte, nicht dazu verpflichtet wurde, sich als zum Katholizismus zugehörig zu erklären, als er in Corvins Dienste trat; erst 1490 konvertierte er. Schon um die Jahreswende 1472/73 besetzten Wilhelms Söldner die Städte Kolín und Nymburk. Im Sommer kämpfte er für Corvinus in Österreich und in Polen, wo er in Gefangenschaft geriet.
Wilhelm von Pernstein, der noch bis 1473 in Meseritsch residierte und als Vilém z Pernštejna a na Meziříčí tituliert wurde, erwarb 1474 Burg und Herrschaft Helfenstein. Danach benutzte er bis an sein Lebensende das Prädikat „von Pernstein und Helfenstein“ (z Pernštejna a na Helfštejně). Im selben Jahr wurde er nach dem Waffenstillstand von Breslau von Matthias Corvinus zum Oberstlandkämmerer von Mähren ernannt.
Nach dem Tod seines Vaters 1475 fielen dessen Besitzungen an Wilhelm und seine Brüder Johann/Jan († 1478/80), Vratislav († 1496) und Emmeram/Jimram († 1481/82). Da seine Brüder noch minderjährig waren, übernahm Wilhelm die Vormundschaft über sie sowie die Gesamtverwaltung des Vermögens. Die Witwe des ältesten Bruders Sigmund, Elisabeth von Boskowitz und deren Töchter, wurden mit Geld abgefunden. Durch die Heirat mit Johanna von Liblitz, die Wilhelm kurz vor 1475 geheiratet hatte, gelangte er an umfangreiche Ländereien in Böhmen, die er bald nach der Hochzeit verkaufte. Nachdem die beiden jüngeren Brüder Johann und Vratislav um 1478 die Volljährigkeit erreicht hatten, erfolgte eine Teilung des väterlichen Erbes. Johann und Vratislav erhielten gemeinsam die Burg Pernstein und einen Teil der umliegenden Dörfer. Die anderen Dörfer mit der Burg Zubstein behielt Wilhelm für sich und den jüngsten Bruder Emmeram/Jimram, der weiterhin unter Wilhelms Vormundschaft stand. Alle drei Brüder mussten sich an den von ihrem Vater hinterlassenen Schulden beteiligen, deren Gläubiger Wilhelm war. Er hatte für seinen Vater von dessen Schwiegervater Johann von Lomnitz die Herrschaft Meseritsch erworben bzw. bezahlt. Als Johann/Jan 1478/80 starb, gelangte sein Anteil an Vratislav, während der Anteil des 1481/82 verstorbenen jüngsten Bruders Emmeram/Jimram an Wilhelm fiel.
Nach der Befriedung des böhmisch-ungarischen Kriegs mit dem Frieden von Olmütz 1479 setzte sich Wilhelm 1480 dafür ein, dass die Einträge in der mährischen Landtafel nicht mehr in Latein, sondern in der Landessprache erfolgen. Eine bedeutende Veränderung ergab sich für Wilhelm im Jahre 1482, als sein Vertrauter Bertold von Leipa (Pertold z Lipé) starb, der testamentarisch Wilhelm als Vormund seiner beiden Kinder bestimmt hatte. In dieser Eigenschaft übernahm Wilhelm auch die Regentschaft über umfangreiche Herrschaften des Verstorbenen mit dem Zentrum in Mährisch Kromau. Deshalb verlegte er seine Residenz von Helfenstein nach Kromau, das zudem näher am ungarischen Königshof in Buda lag.
Als Wilhelm mehrere Jahre verheiratet war, wurden auf Kromau seine Kinder Bohunka (1485–1549), verehelicht mit Oberstlandmarschall in Böhmen Heinrich von Lipa; Anna, verehelicht mit Wilhelm Freiherr von Sternberg, auf Nepomuk und Johann, genannt der Reiche, Freiherr von Bernstein (1487–1548), verehelicht I. mit Anna Freiin von Postupitz, II. mit Hedwig Freiin von Schellenberg und Kost und III. 1548 mit Magdalena Zeklowna z Ormuzdu, geboren.
Schon bald vereinbarte Wilhelm von Pernstein die Hochzeit seiner Mündel. Entsprechend einer Vereinbarung aus dem Jahre 1484 sollte Barbara von Leipa den Wolfgang, einen Sohn des Christoph von Liechtenstein ehelichen. Wilhelms Tochter Bohunka, die erst 1485 geboren wurde, wuchs als Braut des ebenfalls unter Wilhelms Vormundschaft stehenden Heinrich/Jindřich von Leipa auf. Die verwitwete Mutter seiner Mündel, Elisabeth/Alžběta von Krawarn, hatte sich schon 1483 durch Vermittlung Wilhelms mit Peter IV. von Rosenberg vermählt.
Mit dem Übernahme der Vormundschaft fiel Wilhelm auch Bertolds Amt als Oberstlandmarschall des Königreichs Böhmen zu, das den Herren von Leipa erblich zustand. Dadurch kam er wieder in Kontakt mit dem Prager Königshof, zu dem er seit 1472 keine offiziellen Kontakte mehr unterhielt. Das Amt des Oberstlandkämmerers von Mähren, das er seit 1474 bekleidete, übertrug er 1487 mit Zustimmung beider Könige seinem jüngeren Bruder Wratislav.

## Aufstieg am Prager Königshof unter König Vladislav II.
Nach dem Tod Matthias Corvins 1490 ernannte Vladislav II. Wilhelm von Pernstein zu seinem Obersthofmeister. Im selben Jahr verpfändete er ihm die Klostergüter von Trebitsch sowie Schloss und Herrschaft Frauenberg und 1491 aus dem Besitz des in den Hussitenkriegen untergegangenen Klosters Opatovice die in Ostböhmen gelegene Burg Kunietitzer Berg mit den umliegenden Dörfern. Zwar ließ er diese Burg großzügig erweitern, residierte dort aber nicht.
Vermutlich zur Arrondierung seiner ostböhmischen Besitzungen erwarb er 1491 die Herrschaft Pardubitz. Dort baute er die Burg, auf der er residierte, zu einem Schloss im Stil der Spätgotik um. Während seiner Herrschaft erlebte Pardubitz einen wirtschaftlichen Aufschwung, indem er Handwerk, Handel, Landwirtschaft und den Bergbau förderte. 1516 erwarb er die ostböhmische Herrschaft Neubydžow, die er mit dem Zukauf weiterer Dörfer vergrößerte. In den Dörfern seiner ostböhmischen Domäne legte er mehr als 200 Teiche an, in denen Fischzucht betrieben wurde. Sie wurde damit zu einem der ertragreichsten Fischzuchtgebiete Böhmens. Da er sich nun überwiegend in Prag, Wien und Pardubitz aufhielt, verlor der Familienstammsitz auf der Burg Pernstein an Bedeutung. 1491 erwarb er die Herrschaft Bohdaneč und 1495 Neustadtl in Mähren. 1496 übergab er seinem nun volljährigen Mündel Heinrich/Jindřich von Leipa dessen Besitzungen. Im selben Jahr starb Wilhelms Vratislav ohne Nachkommen. Dadurch erbte Wilhelm dessen Anteil von Pernstein sowie Proßnitz und Schloss und Herrschaft Blumenau, die Vratislav nach dem Tod seiner Frau Ludmilla von Kunstadt 1493 von seiner Schwiegermutter Johanna von Krawarn erhalten hatte. Möglicherweise deshalb konnte Wilhelm seinen ostböhmischen Besitz wiederum deutlich vergrößern. Um diese Zeit erwarb er Reichenau und von Herzog Heinrich d. Ä. von Münsterberg Častolovice sowie die Herrschaft Pottenstein mit Litice, Adlerkosteletz und weiteren Siedlungen. In Mähren erwarb er 1499 Mährisch Weißkirchen, 1503 Tobitschau und Kralitz, 1508 Seelowitz und 1520 Kunstadt. Durch die Heirat seiner Söhne Johann und Adalbert/Vojtěch mit zwei Töchtern aus dem Hause Kostka von Postupitz gelangte er an die ebenfalls ostböhmischen Herrschaften Landskron und Landsberg.
Auch auf den von seinem Vater ererbten Besitzungen führte Wilhelm von Pernstein Investitionen und Verbesserungen durch. In Leipník legte er Vorstädte an und baute die Stadtbefestigung aus. Zudem ließ er dort eine Wasserleitung verlegen, die bis heute funktioniert. In Prerau erbaute er auf einem elliptischen Grundriss um die Burg die Oberstadt, die er 1498 mit der Unterstadt zusammenlegte.
1515 stiftete Wilhelm von Pernstein der St.-Bartholomäus-Kirche in Pardubitz einen Taufstein. Er starb am 8. April 1521, und sein Leichnam wurde in der von seinem Sohn Johann wiederaufgebauten Heilig-Kreuz-Kirche in Doubravník, die während der Hussitenkriege zerstört worden war, beigesetzt. Seine böhmischen Besitzungen vererbte er dem älteren Sohn Johann, während der jüngere Sohn Vojtěch/Adalbert die mährischen Besitzungen erhielt. Sie waren jedoch wegen ihres aufwändigen Lebensstils mehrmals gezwungen, Teile der ererbten Ländereien zu verkaufen.

## Familie
Wilhelm II. von Pernstein vermählte sich vor 1475 mit Johanna von Liblitz (Johanka z Liblice). Der Ehe entstammten die Kinder
- Bohunka (1485–1549) ⚭ 1. um 1500 Heinrich von Leipa (Jindřich z Lipé; † 1515); ⚭ 2. Dobeš von Boskowitz († 1540)
- Johann von Pernstein (1487–1548) ⚭ 1. 1507 Anna von Postupitz; ⚭ 2. Hedwig von Schellenberg (Hedvika z Šelmberka, † 1535); ⚭ 3. Magdalena von Ormosd (z Ormosdu; † 1556), Witwe des ungarischen Magnaten Alexius Thurzo von Bethlenfalva
- Vojtěch von Pernstein (1490–1534) ⚭ 1. 1507 Margarete/Markéta von Postupitz († 1515); ⚭ 2. 1516 Johanna von Wartenberg (Johanka z Vartmberka, † 1536)